# Dominika Müllnerová
Dominika Müllnerová (født. 26. marts 1992) er en tjekkist håndboldspiller som spiller for DHK Baník Most og for det Tjekkiske kvindelandshold.